# Vanina Michel
Vanina Michel, née le 18 octobre 1946 à Strasbourg, est une actrice Française.

## Biographie
Destinée au départ à devenir médecin, Vanina Michel, qui a parallèlement suivi des cours de piano classique puis de théâtre au conservatoire, décide de se présenter au concours d'entrée à l'école du Théâtre national de Strasbourg. Reçue, elle arrête la médecine et à 21 ans, quitte sa province, pour se rendre à Paris.
Elle participe au premier stage de l'Actor's Studio donné par Lee Strasberg au Théâtre national populaire. C'est ainsi qu'elle décroche son premier rôle dans À chacun sa vérité, de Luigi Pirandello, mis en scène par Michel Vitold. Elle enchaîne avec Les Fourberies de Scapin de Molière, suivie d'une tournée de quatre mois dans des grandes universités américaines et canadiennes. En 1969, elle joue dans la comédie musicale Hair le rôle principal féminin (Shirley) au côté de Julien Clerc.
Michel Berger, produit et écrit pour elle son premier 45 tours Dans la vallée de Katmandou en 1969. Elle participe à la comédie musicale Un enfant dans la ville montée en 1971 pour la télévision par Michel Fugain.
En 1971, elle enregistre deux titres en duo avec Alain Barrière : Et si c'était l'amour et Les Rêves d'enfant. Le 45 tours précède une tournée au Québec et une série de concerts à l'Olympia où elle rencontre Bernard Lubat. Avec Lubat et d'autres complices, ils montent la Compagnie Lubat. En 1978, ils créent le festival Uzeste Musical à Uzeste. Vanina quitte la Compagnie Lubat pour ses autres activités, mais revient régulièrement jouer au festival d'Uzeste, notamment en 2000, où elle est programmée sur la grande scène, en première partie de Jacques Higelin.
Parallèlement à ces expériences collectives, Vanina s'est lancée dans le one woman show. En 1977, elle est la révélation du festival de café théâtre de Paris avec son spectacle Solo pour Vanina, monologues de femmes entrecoupés de chansons écrites pour elle par Jean Sur.
En 1981, elle revient à la chanson, cette fois avec son propre groupe, avec lequel elle crée deux spectacles :  Lorelei Rock et  Poker Blues. Vanina Michel publie un 45 tours réalisé par Benoît Widemann, Laissez le désir devenir réalité. Jacques Canetti l'engage dans un spectacle Boris Vian, auquel il participe en racontant des épisodes de la vie de l'artiste. Après une tournée à travers l'Europe, Canetti engage Vanina comme assistante de direction e réalisatrice d'une dizaine de disques parlés, avec Claude Piéplu, Daniel Gélin, Mouloudji. Elle-même enregistre Alice au Pays des merveilles (grand prix Charles Cros). Elle réalise le dernier album de Catherine Sauvage, consacré à Jacques Prévert Démons et merveilles.
Elle décide de mettre en musique des textes méconnus de Prévert - Fatras - avec l'accord de sa femme. En 1992, Emmanuel de Buretel, PDG de Virgin, l'engage comme cadre et directrice des variétés des Éditions Durand-Salabert-Eschig. Parallèlement, elle réalise un double CD, Les Refrains de la mémoire.
En 1999, elle enregistre l'album Prévert / Chansons inédites dans lequel participe Didier Lockwood. En 2008, elle contribue avec la petite-fille de Jacques Prévert, Eugénie Bachelot Prévert (qui vient de reprendre la succession Prévert) à l'exposition Prévert Paris la belle à l'hôtel de ville de Paris.
En 2012-2013 Vanina Michel organise, programme et anime régulièrement, sur une péniche La Balle au bond, face au Louvre, une  Passerelle des Arts (scènes découvertes de talents, sans frontières de genres).

## Théâtre, café théâtre, comédie musicale
- 1968 : Chacun sa vérité de Luigi Pirandello, mise en scène Michel Vitold au Théâtre Jean Vilar de Suresnes
- 1968 : les fourberies de Scapin de Molière, mise en scène : Jacques Fornier (tournée de 5 mois dans les universités américaines)
- 1969 à 1971 : vedette féminine de Hair au Théâtre de la Porte-Saint-Martin
- 1973 : Le Quichotte Chevalier d'errance d'après Miguel de Cervantès, mise en scène : Gabriel Garran, avec Rufus et Pierre Santini au Festival d'Avignon, dans la Cour du Palais des papes puis à Sète, Montpellier, Carcassonne - Théâtre Gérard Philipe de Saint Denis,
- 1974 : Bajazet de Racine mise en scène Stéphan Boublil au Centre Américain - Paris
- Georges Dandin, mis en scène de Daniel Benoin (comédie de Saint Étienne) avec Jérôme Deschamps
- 1979 : La Petite Catherine de Heilbronn d'Heinrich von Kleist, mise en scène Éric Rohmer, Maison de la culture de Nanterre
- 1972-1981 : crée trois one woman show écrits sur mesure par Jean Sur: Solo pour Vanina - le fer à cheval irlandais - La bretelle de Bérénice
- 1981 : La Môme vert-de-gris mis en scène par Jean-Pierre Bastid d'après Poison Ivy de Peter Cheyney
- 2009 : Femmes en péril… momentanément de André Halimi au Théâtre du Petit Saint Martin - Paris
- 2011 : La vie n'a pas d'âge, un puzzle musical de chansons (comédie Nation)

## Filmographie
- 1970 : Peau d’âne de Jacques Demy
- 1972 : What a Flash! de Jean-Michel Barjol
- 1973 : Le Sourire vertical de Robert Lapoujade (Léone)
- 1974 : Dédé la tendresse de Jean-Louis van Belle
- 1975 : La croisée de Raoul Sangla (Flora)
- 1980 : Catherine de Heilbronn de Éric Rohmer (Comtesse Helena)
- 1984 : Disparitions de Daniel Moosmann (série télévisée) Compose aussi la musique
- 1985 : Kösedönücü - film turc de Ferhan Şensoy
- 1986 : Varsayalım İsmail[1] - série télévisée turque de Ferhan Şensoy
- Naître (pour l’exposition Gènes et Éthique au parc scientifique de Mons)